# Kladruby (Dolní Hořice)
Kladruby (německy Kladrub) jsou malá vesnice, část obce Dolní Hořice v okrese Tábor v Jihočeském kraji. Nachází se asi dva kilometry jižně od Dolních Hořic. Prochází zde silnice I/19. Kladruby jsou také název katastrálního území o rozloze 3,17 km².

## Historie
První písemná zmínka o vesnici pochází z roku 1250, a proto jsou Kladruby nejstarší místní částí Dolních Hořic.

## Přírodní poměry
Severně od vesnice leží přírodní rezervace Kladrubská hora.

## Obyvatelstvo
| Rok            | 1869 | 1880 | 1890 | 1900 | 1910 | 1921 | 1930 | 1950 | 1961 | 1970 | 1980 | 1991 | 2001 | 2011 | 2021 |
| -------------- | ---- | ---- | ---- | ---- | ---- | ---- | ---- | ---- | ---- | ---- | ---- | ---- | ---- | ---- | ---- |
| Počet obyvatel | 166  | 169  | 192  | 217  | 221  | 193  | 187  | 139  | 101  | 44   | 69   | 50   | 45   | 54   | 55   |
| Počet domů     | 15   | 13   | 23   | 24   | 25   | 25   | 32   | 33   | 30   | 16   | 24   | 30   | 31   | 30   | 28   |

## Obecní správa
Při sčítání lidu v letech 1850–1899 Kladruby byly osadou obce Dolní Hořice v okrese Tábor. V letech 1900–1963 byly samostatnou obcí v okrese Tábor. Od roku 1964 jsou opět částí obce Dolní Hořice v okrese Tábor.

## Pamětihodnosti
- Kaple